# Gewone artemisschelp
De gewone artemisschelp (Dosinia exoleta) is een in zee levend tweekleppig weekdier.

## Beschrijving

### Schelpkenmerken
De schelp heeft een vrijwel ronde omtrek en een licht gebogen umbo (top) die iets uit het midden ligt. Vlak onder de top, in de inbochting, ligt een half ovaalvormig vlakje, het 'maantje' of lunula. De schelp heeft een heterodont slot met drie stevige geprononceerde cardinale tanden en laterale tanden. De bruinzwarte uit conchyoline bestaande slotband ligt grotendeels buiten de schelp. De sculptuur van de schelp bestaat uit fijne concentrische, dus parallel aan de onderrand verlopende, ribbeltjes. De onderrand van de schelp is glad en niet gecrenuleerd.
In de Noordzee leeft ook de Dichtgestreepte artemisschelp (Dosinia lupinus lincta). Beide soorten lijken veel op elkaar en zijn soms zeer moeilijk uit elkaar te houden. Het voornaamste verschil is te vinden in de sculptuur: deze is bij de Dichtgestreepte artemisschelp veel dichter en fijner dan bij de gewone artemisschelp. De buitenzijde van de schelp van de Dichtgestreepte artemisschelp heeft daardoor ook een veel glanzender oppervlak, bovendien is bij de laatste ook het kleurpatroon afwezig. Het verschil is bij fossiele exemplaren nog moeilijker te zien dan bij recente.

### Grootte van de schelp
- Lengte: tot ±50 mm
- hoogte: tot ±50 mm.

### Kleur van de schelp
Wit of geelwit. Op de buitenzijde van verse exemplaren soms vanuit de umbo naar de onderrand uitstralende geleidelijk breder wordende banden die uit bruine vlekjes en V-vormige streepjes bestaan. Tussen deze banden verlopen lichtere banden zonder kleurpatroon. De binnenkant is glanzend wit waarbij de mantellijn en de mantelbocht lila gekleurd kunnen zijn. De opperhuid is geelbruin van kleur.

### Kenmerken van het dier
Bij het dier zijn de sifo's in één buis vergroeid.
De dieren worden ten minste 10 jaar oud. Het afgebeelde exemplaar (rechtsboven) is minstens 13 jaar geworden.

### Habitat en leefwijze
De soort graaft zich diep de bodem in en leeft vanaf de laagwaterlijn tot op een diepte van ongeveer 100 m.

### Voeding
De gewone artemisschelp is een filteraar en leeft van plankton en ander in het water zwevend voedsel.

### Areaal
Het verspreidingsgebied omvat de Atlantische Oceaan, de Middellandse Zee en de Noordzee. Omdat deze soort in de Noordzee in dieper water dan ongeveer 40 meter leeft, spoelen recente schelpen op de Nederlandse en Belgische kusten weinig aan.

### Fossiel voorkomen
Fossiele schelpen uit het Plioceen zijn niet zeldzaam op de Zeeuwse stranden.

## Externe links

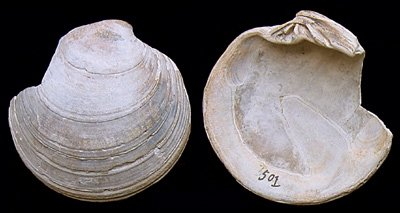
Fossiel exemplaar